# Salamandrina perspicillata
La salamandrina dagli occhiali settentrionale (Salamandrina perspicillata Savi, 1821), detta anche salamandrina di Savi, è un anfibio caudato della famiglia Salamandridae, molto simile alla Salamandrina terdigitata, dalla quale è stata separata nel 2005 in base a studi genetici.

## Descrizione
Testa piuttosto lunga ed occhi sporgenti, coda più lunga della testa e del corpo, parti superiori brunastre o nerastre con macchia più o meno triangolare sul capo gialla o vermiglia, ventre pallido con macchie scure, gola nera e parti inferiori delle zampe e della coda degli adulti rosso brillante. Gli adulti misurano dai 7 agli 11 cm di lunghezza, coda compresa. Il carattere distintivo rispetto agli altri urodeli europei è la presenza di quattro dita sulle zampe (anziché 5).

## Distribuzione ed habitat

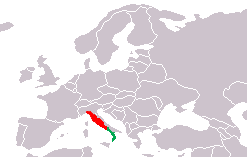
Areale della specie: In verde Salamandrina terdigitata ed in rosso Salamandrina perspicillata

È endemica dell'Italia a nord del fiume Volturno, ed è più frequente sul versante tirrenico.
A nord è diffusa fino in Liguria. Frequenta principalmente zone montuose e collinari degli Appennini, solitamente tra i 200 m e i 900 m di altitudine.
L'habitat preferito: aree forestali con abbondante sottobosco. Si tratta di una specie igrofila che frequenta vallate fresche, collinari e pedemontane, solcate da ruscelli privi di ittiofauna predatrice.

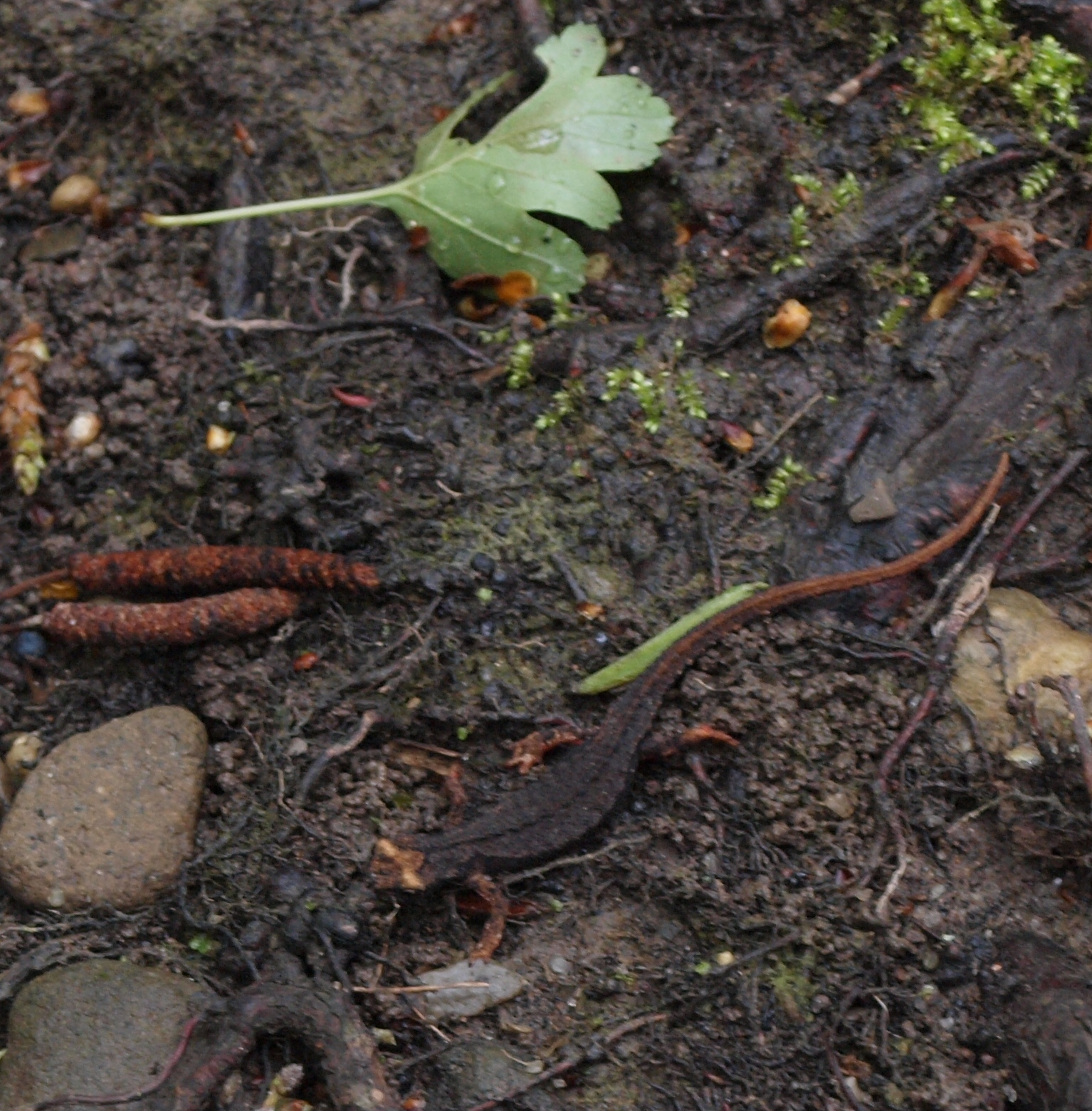
Salamandrina perspicillata Savi, 1821, vista dorsale nel Parco Regionale Marturanum (VT, Lazio, Italia)

## Conservazione
È considerata specie di elevato interesse conservazionistico e biogeografico ed è tutelata sia da norme europee (Direttiva 92/43/CEE - Direttiva Habitat), sia dalla legge italiana (D.P.R. n. 357/1997).
Nonostante la protezione formale, questo anfibio risulta essere minacciato da una gestione non corretta degli habitat naturali (alterazione degli ecosistemi forestali, estese ceduazioni lungo impluvi e vallecole, captazioni senza rilascio del minimo deflusso vitale, rilascio di ittiofauna per scopi alieutici, ecc.).